# Ferring, Jylland
Ferring är en småort i Lemvigs kommun i Västjylland. Det ligger vid Nordsjön strax söder om den grunda bräckvattensjön Ferring Sø och omedelbart söder om Bovbjerg klint.
Under första hälften av 1900-talet var byn semesterort för målare som Jens Søndergaard. Den var då också känd för Bovbjerg Badehotel, som ritades, uppfördes och drevs av målaren Kristen Bjerre (1846–1914), och som mellan 1901 och 1983 låg nära Ferring Kirke.[källa behövs]
Jens Søndergaards Museum, en del av Lemvig museum, ligger i målarens tidigare sommarbostad och ateljé nära havet i byns västra del. Sønderggard boode där från 1930.
Bovbjerg fyr ligger på högsta punkten av Bovbjerg klint, omkring två kilometer söder om byn. 
Vid Hövd nr 1 på stranden i Ferring finns ett minnesmärke över pionjären på att bygga erosionsskydd, fyringenjören Carl Frederik Grove.[källa behövs]

## Ferring Redningsstation
År 1860 etablerades Ferring Redningsstation med en raketapparat, men inte med räddningsbåt. Förvaringsbyggnaden från 1888 finns fortfarande kvar i privat ägo.

## Bildgalleri

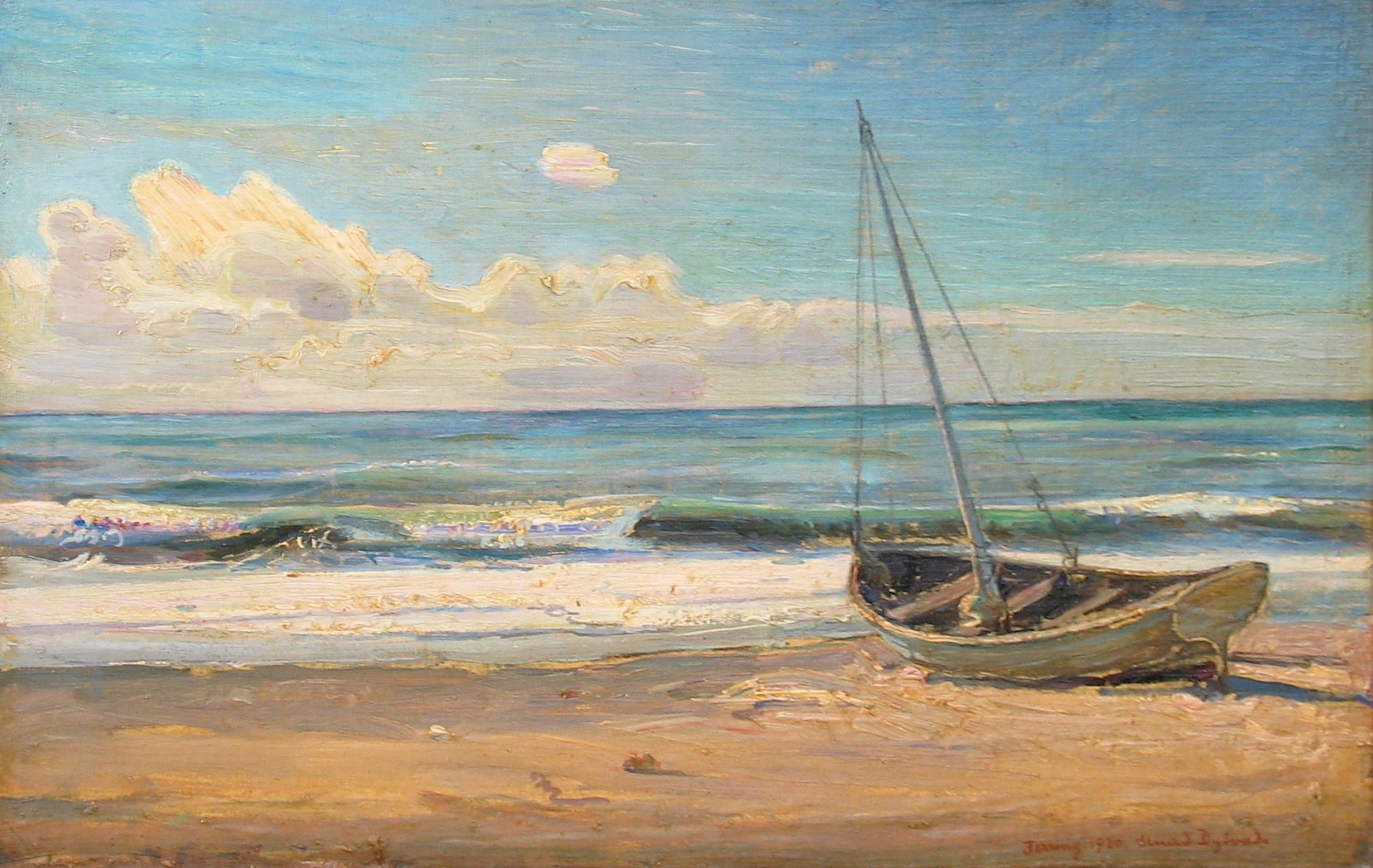
Knud Dybvad: Strandparti med sejlbåd optrukken på land, 1920
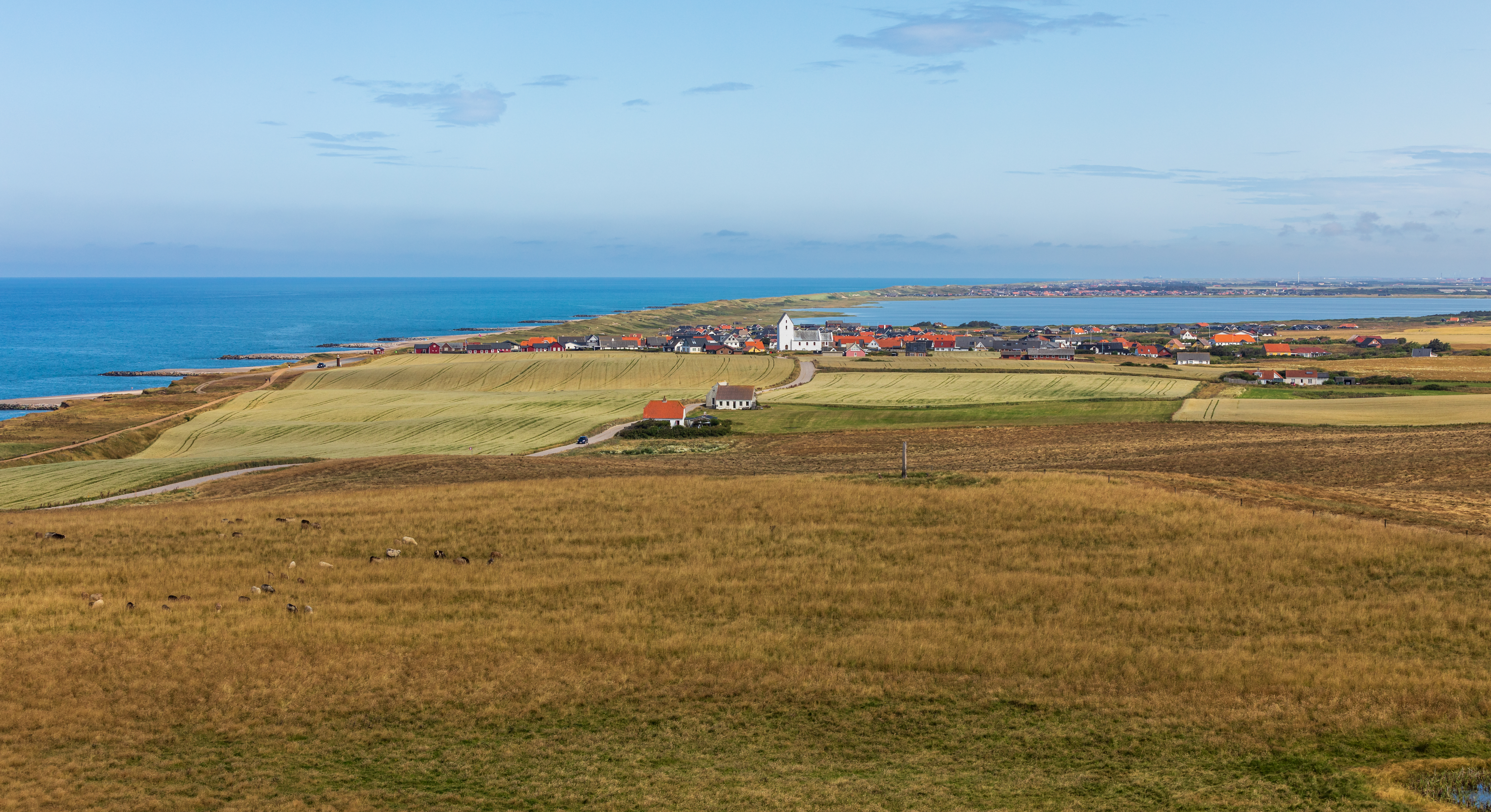
Ferring sett från sluttningen till Bovbjerg klint med Ferring Sø i bakgrunden
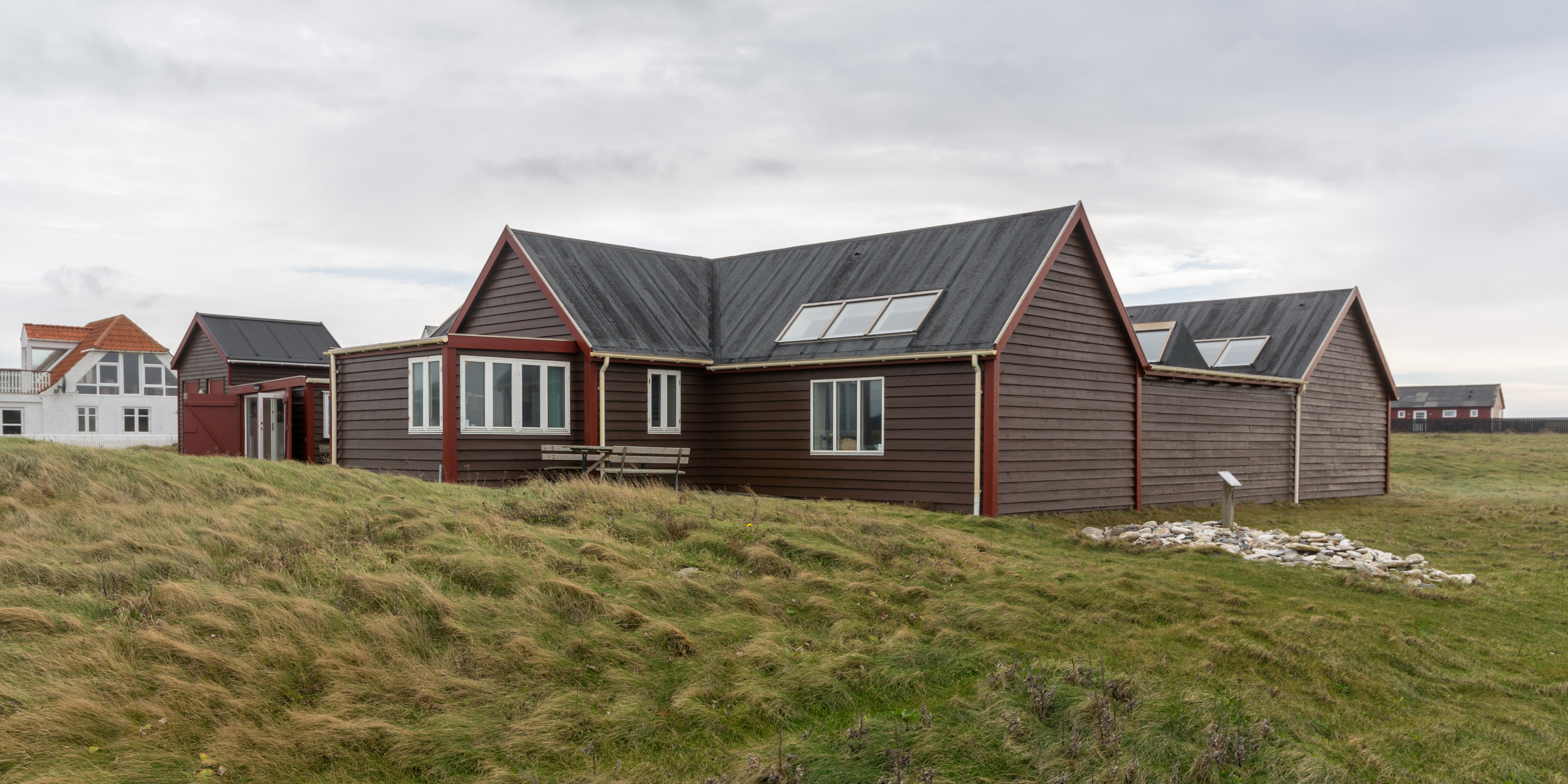
Jens Søndergaards Museum
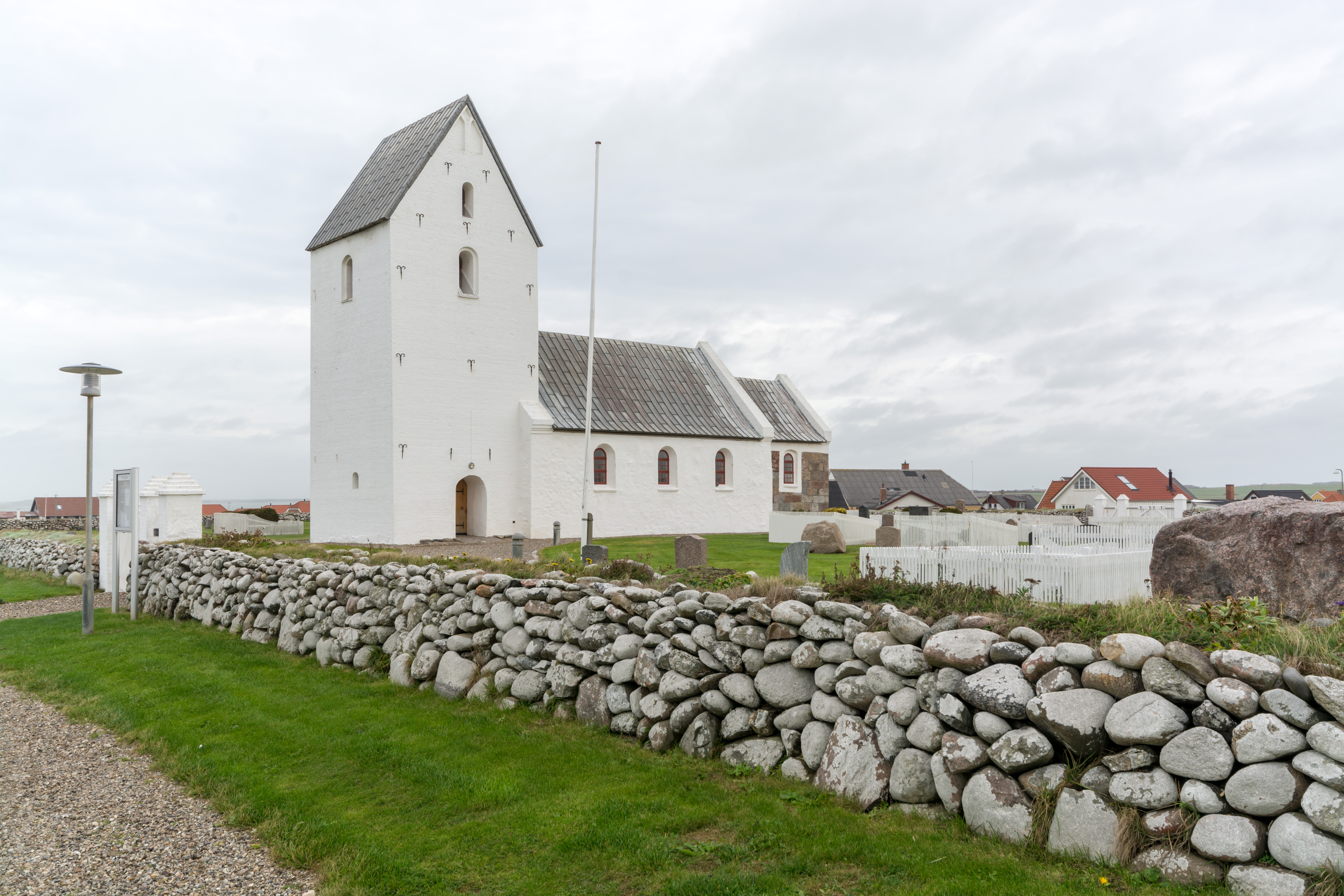
Ferring Kirke